# 武海馬爾區
13°19′S 49°43′E / 13.317°S 49.717°E

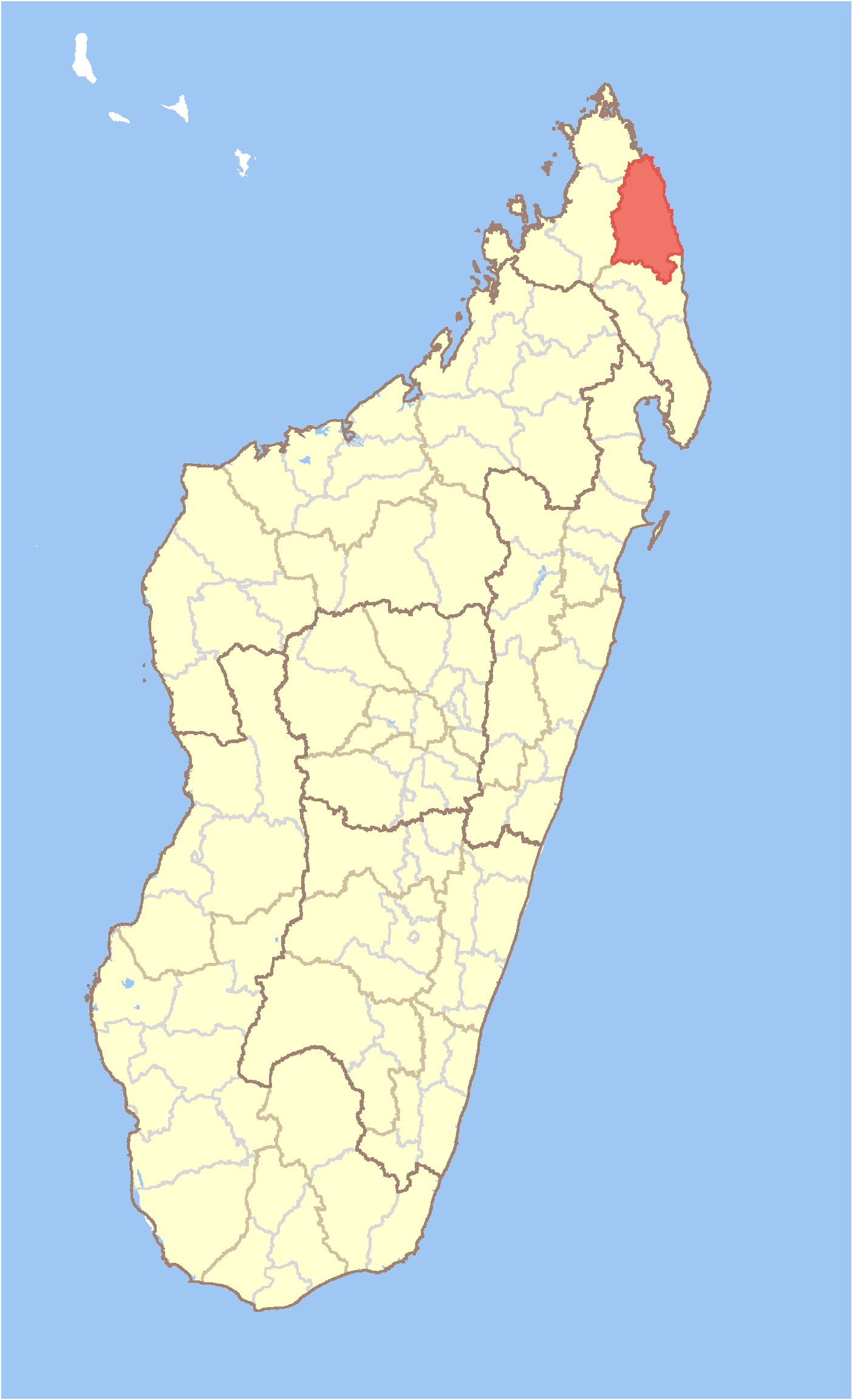

武海馬爾區，是馬達加斯加的行政區，位於該國東北部，由薩瓦區負責管轄，首府設於武希馬里納，面積8,204平方公里，2011年人口241,696，人口密度每平方公里29人。